# Fronteira Brasil–Suriname

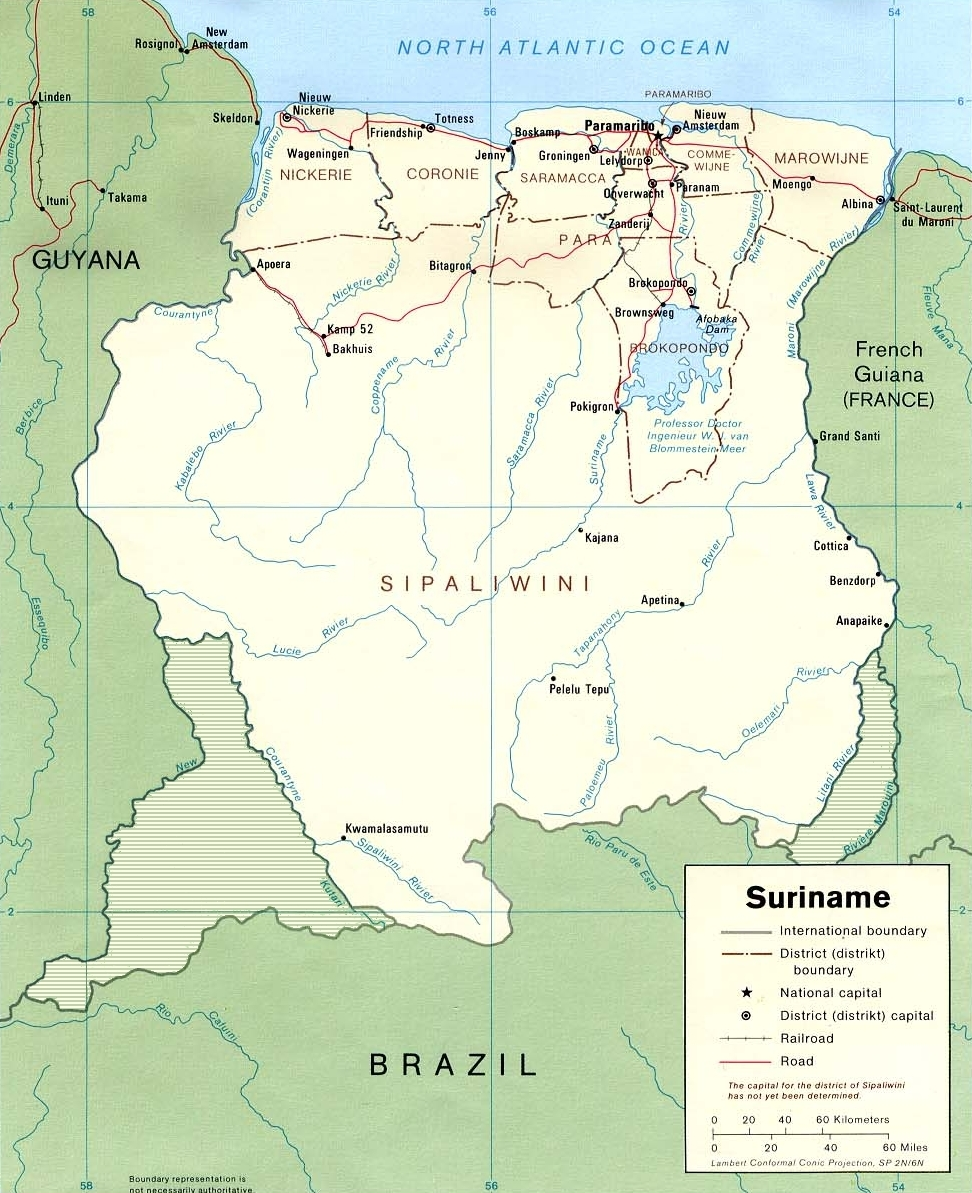
Mapa do Suriname, e ao sul a fronteira com o Brasil

A fronteira entre a República Federativa do Brasil e a República do Suriname é uma linha de 593 km de extensão, sentido oeste-leste, que separa o sul do Suriname do território brasileiro na Serra Tumucumaque. A fronteira é a menos extensa do Brasil com seus vizinhos e é quase toda com o estado do Pará, sendo apenas cerca de 52 km no leste com o Amapá. 
Do lado surinamês situa-se o distrito de Sipaliwini (o maior do país em área). 

## Características
A fronteira vai entre dois pontos tríplices dos países com Guiana no oeste,com a Guiana Francesa no leste. A região de fronteira entre o Brasil e o Suriname é extremamente isolada, existindo apenas algumas aldeias e malocas indígenas nas margens dos rios, além do Pelotão Especial de Fronteira de Tiriós, onde fica localizado o único aeroporto que dá acesso à região. 
No lado surinamês da fronteira, a localidade mais próxima é a cidade de Kwamalasamutu.

## Municípios limítrofes
| Suriname        | Suriname   |           | Brasil           | Brasil |
| Distrito        | Resort     |           | Município        | Estado |
| --------------- | ---------- | --------- | ---------------- | ------ |
| Guiana Francesa |            |           |                  |        |
| Sipaliwini      | Tapanahony |           | Laranjal do Jari | Amapá  |
| Sipaliwini      | Tapanahony | Almeirim  | Pará             |        |
| Sipaliwini      | Tapanahony | Óbidos    | Pará             |        |
| Sipaliwini      | Tapanahony | Oriximiná | Pará             |        |
| Sipaliwini      | Coeroeni   | Oriximiná | Pará             |        |
| Guiana          |            |           |                  |        |

## Histórico

### Antecedentes
O Suriname foi colônia neerlandesa até 1975 e seus limites aproximados sul já eram conhecidos desde o século XVII, quando passou a ser colônia dos Países Baixos. O Brasil, então colônia de Portugal, estabeleceu seu domínio sobre a área contígua, Capitania do Grão-Pará, e o definiu pelo Tratado de Madrid em 1750. 
Contudo, as fronteiras foram demarcadas somente por um acordo em 1931, tendo sido ratificadas em 1935, enquanto o Suriname ainda era a colônia neerlandesa chamada Guiana Holandesa.

### Divortium aquariumclássico
A linha divisória entre os países é um exemplo clássico de acordo de divisão fronteiriça por divortium aquarum, na qual não há nenhum compartilhamento de bacias hidrográficas entre os dois países, sendo a fronteira portanto totalmente seca. Desse modo, o Suriname não tem acesso aos rios da bacia amazônica, que correm para o sul, nem o Brasil aos rios das bacias do Corantyne e Maroni, que que deságuam no litoral norte, parte do Atlântico que banha as Guianas.
Sobre tal divisória, no livro Estudos brasileiros (volume 1, edições 1-3), de 1938, por Claudio Ganns, pode-se ler:
A Guiana Holandesa, ou Colônia de Suriname, tem seus limites com o Brasil plenamente definidos.(...) O comandante Brás de Aguiar e o almirante Keyser, este pela Holanda, encerraram a delicada tarefa no meio da maior harmonia. Aliás, a Holanda nunca nos criou dificuldades. A linha, que só se estende com o Pará, começa na serra do Tumucumaque, onde nasce o Corentyne, segue a cumeada da mesma serra na partilha das águas entre a bacia do Amazonas, ao sul e as dos cursos d'água que correm em direção ao norte.
O tratado de fronteiras entre o Brasil e o Suriname foi assinado em 5 de maio de 1906 no Rio de Janeiro.